# ساحل اونکی‌لاهدن
ساحل اونکی لاهدن (به فنلاندی: Onkilahden ranta) (به سوئدی: Metviksstrand) ناحیه شانزدهم واسا است. این منطقه با واریسه‌لنکاتو، پالوسارنتیه، ولفینتیه و پارک اونکی‌لاهدن هم‌مرز است. این منطقه شهری در امتداد ولفینتیه، پردیس دانشگاه علوم کاربردی سوئدی زبان دانشگاه علوم کاربردی نوویا و ساختمان اداری ایالتی واقع شده است. علاوه بر این، یک مرکز مراقبت روزانه در کاپتنین‌کاتو وجود دارد.

## ساختمان‌ها
منطقه شهری شامل خانه‌های چوبی چند طبقه و آپارتمان است. قدیمی‌ترین ساختمان‌ها مربوط به قرن نوزدهم و در هوویلاکاتو و تیووَاِن‌کاتو (Työväenkatu) هستند. اکثر خانه‌ها در دهه ۱۹۶۰ ساخته شده‌اند. این منطقه همچنین شامل ساختمان‌هایی به سبک هنر نو (اوایل قرن بیستم) و کلاسیک‌گرایی نوردیک و کارکردگرایی از دهه‌های ۱۹۲۰ و ۱۹۳۰ است.
در دهه ۱۹۸۰، محل سکونت کارگران قدیمی برای ساخت آپارتمان تخریب شد. در همان زمان، آپارتمان‌ها و ساختمان اداری دولتی نیز در منطقه سابق ولففینپویستو ساخته شدند. در دهه ۱۹۸۰، یک طرح حفاظتی برای این منطقه تدوین شد که فقط ساخت ساختمان‌هایی را که با منظره شهری سازگار بودند، مجاز می‌دانست.

## جمعیت
در سال ۲۰۱۵، منطقه ساحلی اونکیلاهتی ۱۱۱۰ نفر جمعیت داشت.
در همان سال، ۷۰٫۵٪ از ساکنان این منطقه به زبان فنلاندی به عنوان زبان مادری، ۲۵٫۷٪ به زبان سوئدی و ۳٫۹٪ به زبان‌های دیگر صحبت می‌کردند. در سال ۲۰۱۳، ۱۸٪ از نیروی کار این منطقه را دانشجویان و ۱۱٫۴٪ را بیکاران تشکیل می‌دادند. از بین تمام مناطق کوچک در پالوساری، درصد دانشجویان در اونکیلاهتی رانتا کمترین بود. مسکن دانشجویی عمدتاً در مناطق دیگر پالوساری ساخته شده است.